# Онуфрійчук Микола Антонович
Микола Антонович Онуфрійчук (народився 22 грудня 1937 в селі Путновичі Холмського повіту Люблінського воєводства, Польща — 9 січня 2023, Луцьк) — український письменник, діяч культури і громадський діяч, голова Волинського обласного ветеранського громадсько-культурного товариства «Холмщина», заслужений працівник культури України. Член Національної спілки письменників України з 2005.

## Життєпис
Народився в сім'ї коваля. Сім'я зазнала варварської депортації на землі Південної України, однак повернулася на Волинь.
1960 року закінчив Луцький державний педагогічний інститут імені Лесі Українки і став учителем-словесником. Працював на культурно-освітянській ниві.
Працював головою обласного відділення Українського фонду культури.
За його участі Україні було передано на зберігання унікальну чудотворну ікону Холмської Богородиці, перед якою схиляли голови руські князі, польські королі та російські царі. Ікону, що явила світу більше 700 чудес, які описані у книзі «Фенікс» єпископа Якова Суші. 2006 року до луцької церкви Великомученика Юрія Переможця урочисто внесено список (копію) цього образа, намальованого одним із холмщан.
Помер 9 січня 2023 року в Луцьку.

## Твори
Автор книжок для дітей та публіцистики.
«Солона грудка Холмської землі» (2000 р.)
Загадайлівка: загадки для дітей (2000 р.)
Дивниця: повість, оповідання, казки (2001 р.)
Лисі та чубаті: гумореска, бувальщини, (2002 р.)
Для блага рідної культури:  Літопис Волинського обласного відділення Українського фонду культури (1987—1997) (1998)
Холмському роду нема переводу: Розповіді про депортованих українців та їх нащадків (2005 р.)
Сонячний зайчик: вірші для дітей (2007 р.)
Ведмеже заохочення: байки (2007 р.)
Літопис Волинського обласного ветеранського громадсько-культурного товариства «Холмщина» 2005—2010 рр. (2010 р.)
Дух у слові не зів'яне (2012 р.)
Мій милий отчий краю (2012 р.)
Дзвони Холмщини (2012 р.)
Любомудрія садок (2013 р.)
Дорога до Тараса (2014 р.)
Літопис Волинського обласного ветеранського громадсько-культурного товариства «Холмщина» 20010– 2015 рр. (2015 р.)
Чуєм рідний дзвін (2017 р.)

## Відзнаки
Нагороджений орденами та медалями. Заслужений працівник культури України.